# Villa Lindängen
Villa Lindängen (även kallad Villa Djurgården eller Tempelmanska villan) är en tidigare sommarvilla vid Djurgårdsvägen i bostadsområdet Lännersta i kommundelen Boo, Nacka kommun. Villan uppfördes på 1870-talet i schweizerstil och har en av innerskärgårdens praktfullaste verandor. Byggnaden är q-märkt i detaljplanen.

## Historik

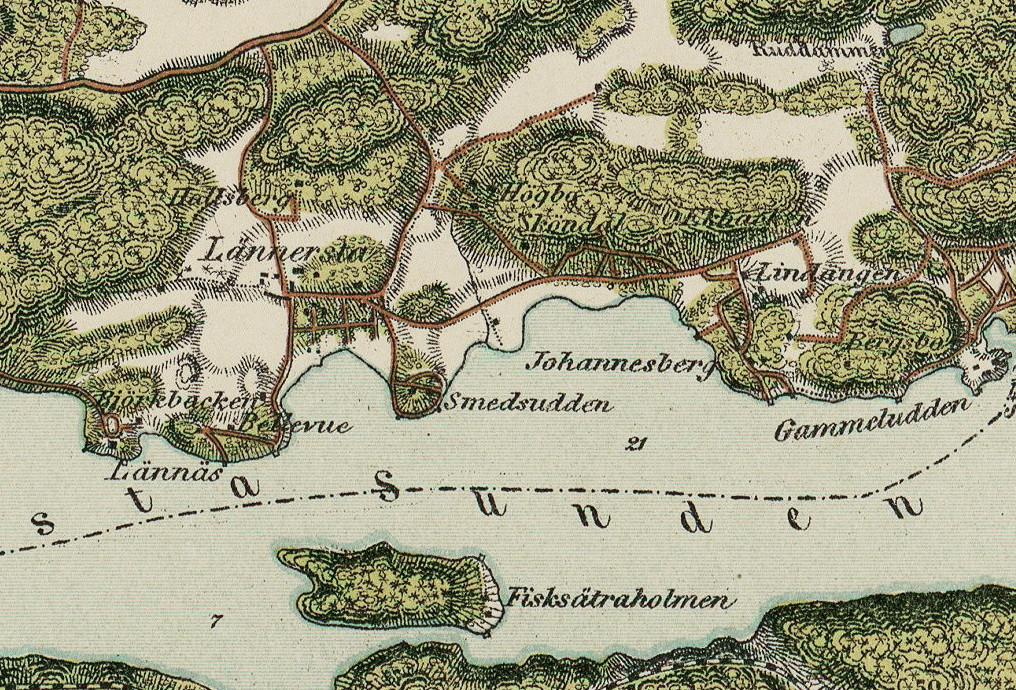
Lindängen omkring 1893.

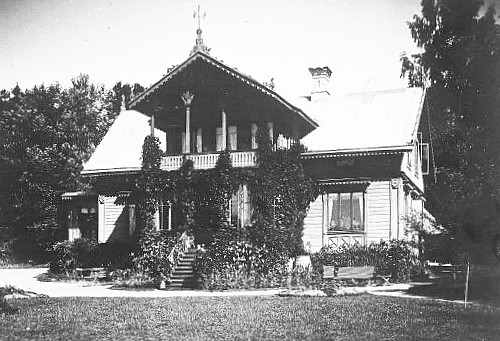
Villa Lindängen på 1890-talet.

Byggherren för Villa Lindängen var protokollsekreterare Victor Tempelman som vid 1870-talets slut lät bygga sitt sommarnöje vid Lännerstasundet efter ritningar av arkitekt Charles Emil Löfvenskiöld. Löfvenskiöld var känd för sina villor i schweizerstil och han utgav typritningar för lövsågerier (den så kallade snickarglädjen). 
Byggnaden är en enplans trävilla i panelarkitektur med plåttäckt sadeltak. Fasaderna är rik smyckade med lövsågerier och avfärgade i två ockra nyanser. Mot sydväst och med utsikt över Lännerstasundet dominerar en stor veranda i två våningar, som enligt kommunen räknas till en av innerskärgårdens praktfullaste verandor. Till villan hör en stor trädgård med fruktträd och en park. Närmast stranden ligger en före detta trädgårdsmästarbostad. 
Tempelman lät även anlägga en Lindallé närmast Djurgårdsvägen, därav namnet Lindängen. Ett annat namn för byggnaden är Villa Djurgården, som har samband med den jaktpark som Boo gårds dåvarande ägare Nicodemus Tessin den yngre lät anlägga här vid 1700-talets början.
På tomten söder om huvudbyggnaden finns ytterligare en lindallé som härrör från mitten av 1600-talet. Vid den tiden tillhörde marken Boo gård och den dåvarande ägaren Olof Bure kan möjligen vara initiator till allén. Bakom villan ligger en synlig terrass som kallas Tessins grund. Den kan vara en rest efter ett påbörjat, men aldrig färdigställt lustslott, som Nicodemus Tessin den yngre eller möjligen hans son Carl Gustaf Tessin planerade på denna plats. I Nationalmuseets samlingar finns skisser bevarade som är tillskrivna far och son Tessin och som visar deras planer på ett husbygge. Förutom grundmurarna finns även en påbörjad dammanläggning från Tessins tid.

## Bilder

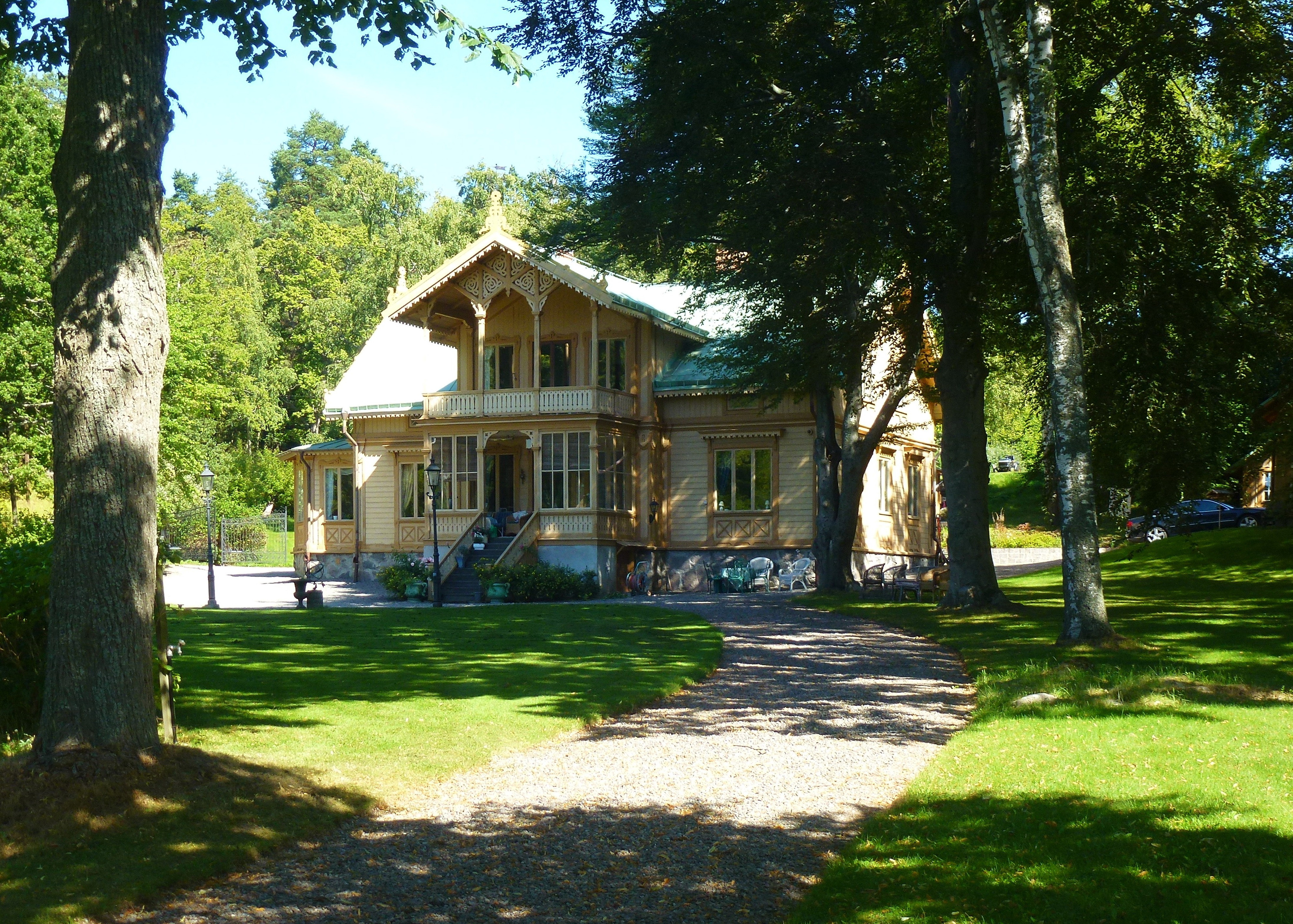
Huvudbyggnaden
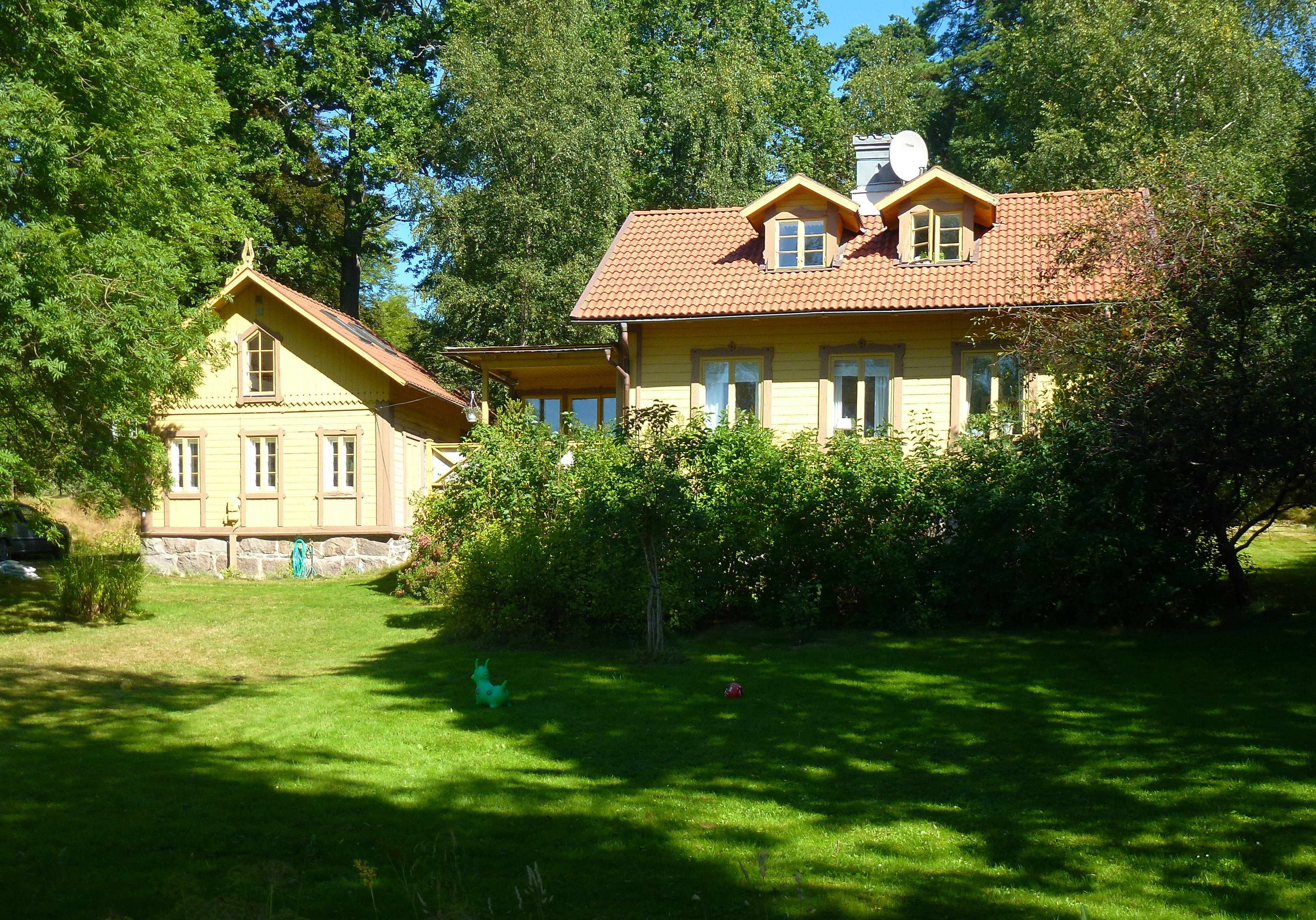
F.d. trädgårdsmästarbostad
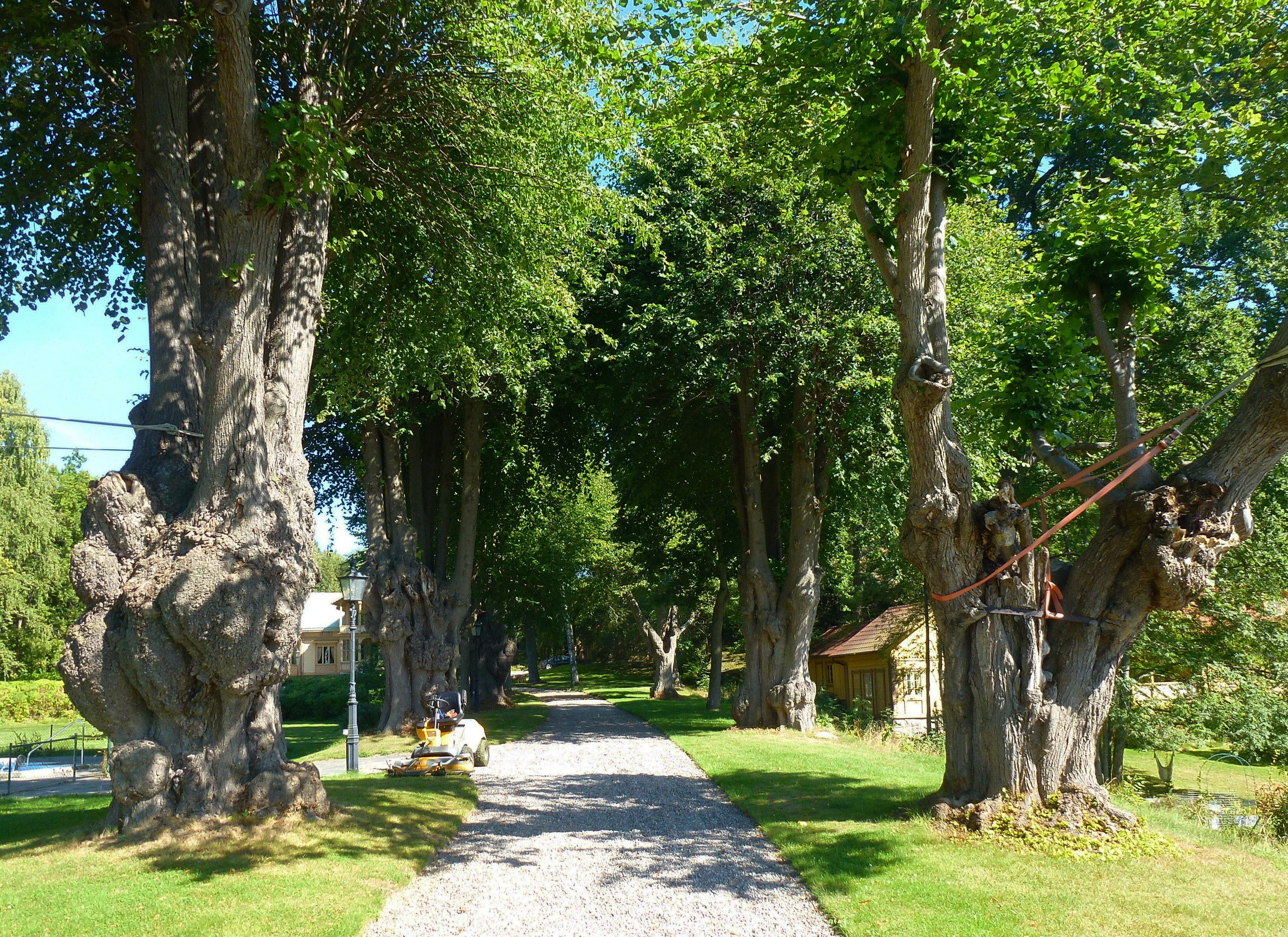
Allén från 1650-talet
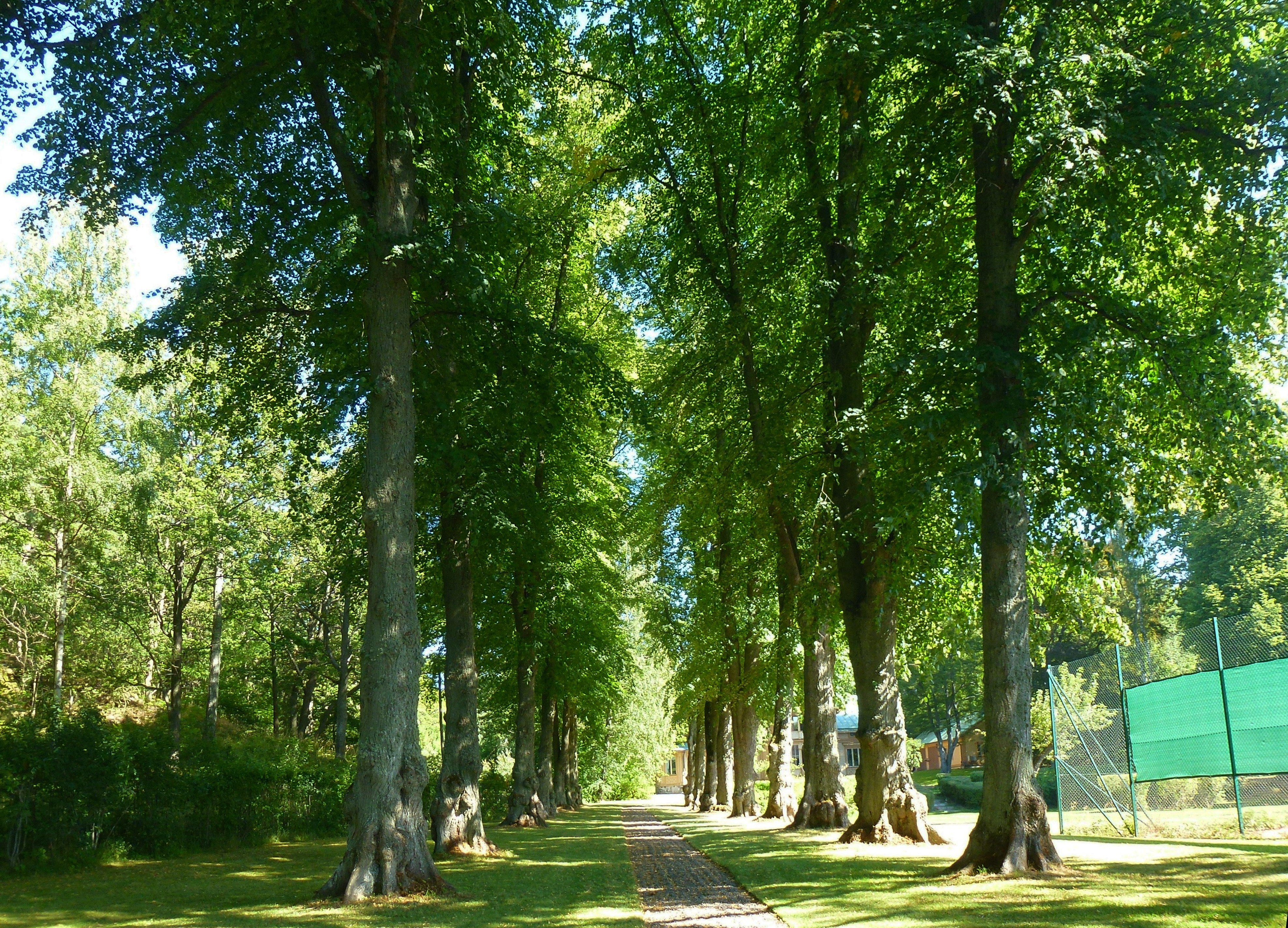
Allén från 1870-talet